# Huambo (provincie)
Huambo is een provincie van Angola en is 34.270 km² groot. Huambo (vroeger Nova-Lisboa, Nieuw Lissabon) is de grootste en belangrijkste stad die er in de provincie ligt. Belangrijke exportproducten en grondstoffen zijn: diamant, mangaan, wolfraam, ijzer, goud, zilver en koper. Er leven ook veel dieren in de provincie, zoals nijlpaarden, neushoorns en olifanten. Doordat  neushoorns en olifanten vanwege het ivoor worden gestroopt komen deze dieren niet meer in heel grote getallen voor.

## Bestuurlijke indeling
De volgende gemeenten maken deel uit van de provincie Huambo:
- Huambo
- Bailundo
- Ekunha
- Caála
- Catchiungo (ex-Bela Vista)
- Londuimbali
- Longonjo
- Mungo
- Tchicala Tcho Loanga (ex-Vila Nova)
- Tchindjendje
- Ukuma (ex-Cuma)